# أنتوني ونايت
أنتوني ونايت (بالإنجليزية: Anthony Knight)‏ هو منافس ألعاب قوى جامايكي، ولد في 17 نوفمبر 1970.

## وصلات خارجية
- أنتوني ونايت على موقع الاتحاد الدولي لألعاب القوى (الإنجليزية)
- أنتوني ونايت على موقع أوليمبيديا (الإنجليزية)